# Hippomenella mucronelliformis
Hippomenella mucronelliformis is een mosdiertjessoort uit de familie van de Romancheinidae. De wetenschappelijke naam van de soort is, als Lepralia mucronelliformis, voor het eerst geldig gepubliceerd in 1899 door Waters.